# Равелло
Равелло (итал. Ravello) — коммуна в Италии, располагается в регионе Кампания, в провинции Салерно.
Население составляет 2506 человек (на 2001 г.), плотность населения составляет 358 чел./км². Занимает площадь 7 км². Почтовый индекс — 84010. Телефонный код — 089.
Покровителем коммуны почитается св. великомученик Пантелеимон (San Pantaleone), особо  почитаемый в России. В соборе Равелло, который был построен в 1086 г., хранится сосуд с кровью св. Пантелеимона, чей день памяти ежегодно празднуется 27 июля.
Равелло — популярный курорт. Хороший климат и живописное окружение издавна притягивали в Равелло многочисленных представителей творческих кругов, среди которых композитор Эдвард Григ, художники Уильям Тернер и Жоан Миро, актрисы Грета Гарбо и Софи Лорен, писатели Дэвид Лоуренс, Теннесси Уильямс и Гор Видал, который в 2000-х годах даже купил себе здесь дом.

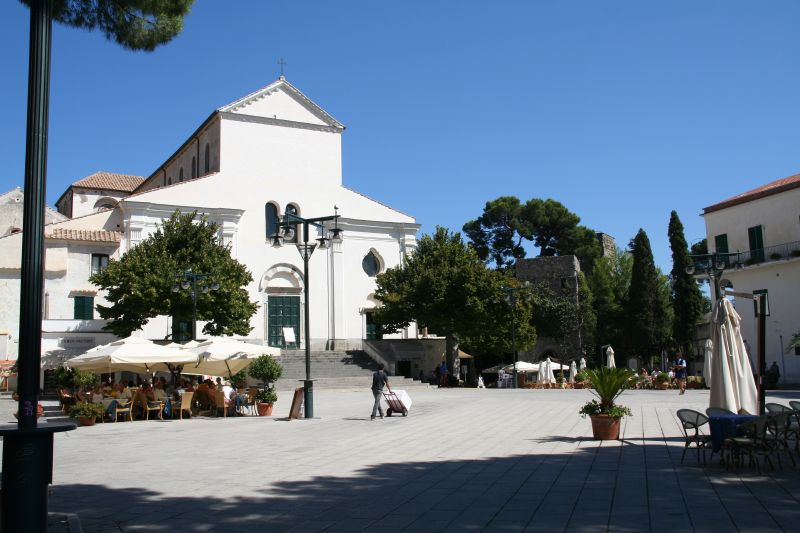
Собор в Равелло
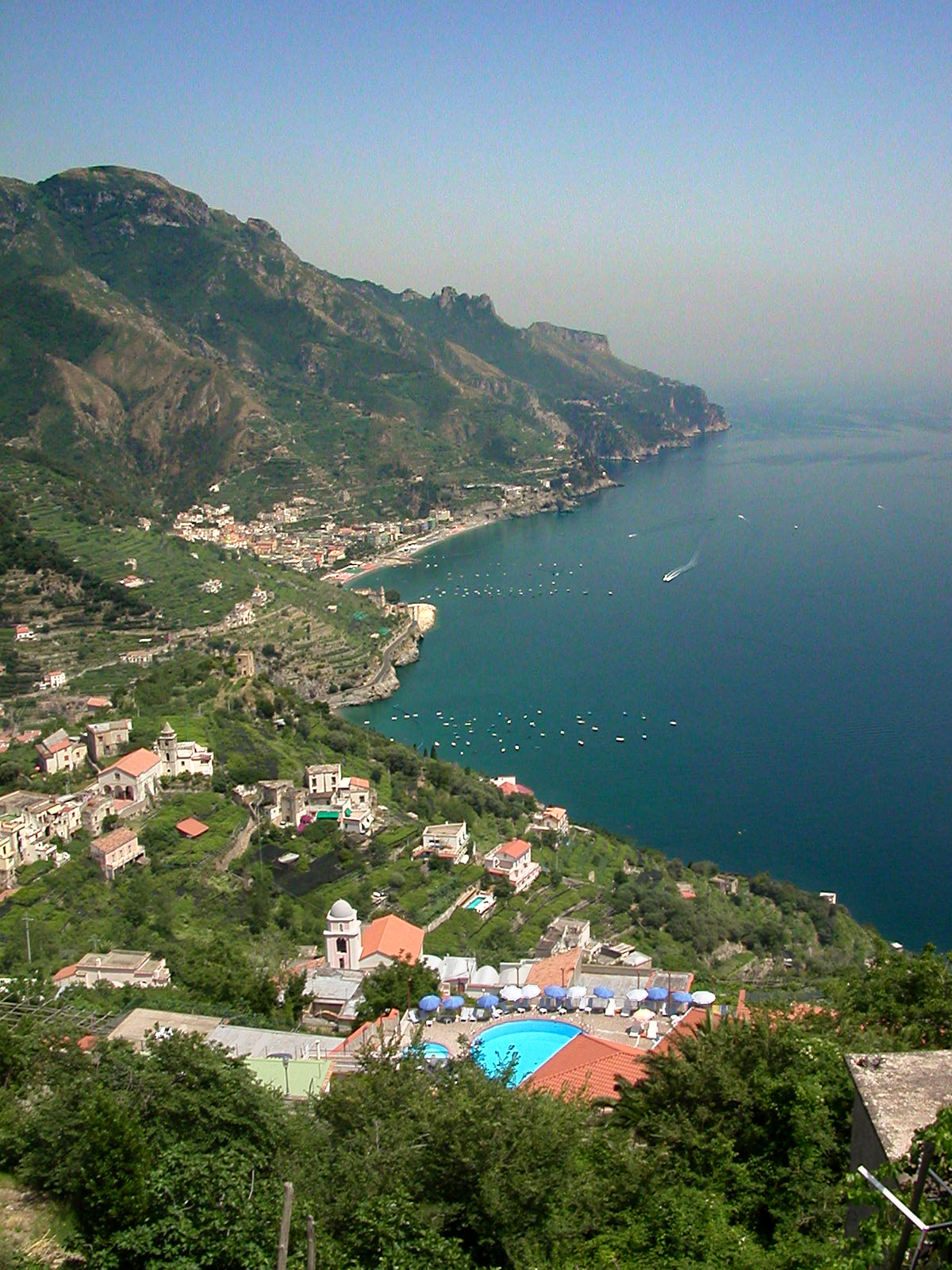
Вид на амальфитанское побережье из Равелло

## Известные уроженцы
- Франческо Д'Андреа (1625-1698), итальянский юрист, философ и политик.